# غوردون لو
غوردون لو (بالإنجليزية: Gordon Low)‏ هو لاعب كرة قدم بريطاني في مركز الدفاع، ولد في 11 يوليو 1940 في أبردين في المملكة المتحدة. لعب مع ستوكبورت كونتي ونادي بريستول سيتي ونادي كرو ألكساندرا وهدرسفيلد تاون.